# Philippe Capelle-Dumont
 (mai 2016).
Pour les articles homonymes, voir Capelle et Dumont.
Philippe Capelle-Dumont (parfois simplement Philippe Capelle), né le 14 avril 1954 à Paris, est un philosophe français, spécialiste de phénoménologie, de métaphysique et de théologie. Prêtre de l'Église catholique, il est professeur  à la Faculté de théologie catholique de l'Université de Strasbourg, doyen honoraire de la Faculté de philosophie de l'Institut catholique de Paris, dont il fut doyen pendant 10 années, et président de l'Académie catholique de France. Il est spécialiste des relations entre la foi et la raison, mais aussi de la pensée de Martin Heidegger.

## Titres universitaires
- Docteur de la Sorbonne
- Capacité doctorale en Théologie

## Laboratoire ou équipe d’appartenance
- Directeur de recherche en philosophie de la religion
- Directeur et Président de la Chaire de métaphysique Étienne Gilson
- Directeur du Fonds Jean Nabert.

## Collections et associations dirigées
- Directeur de la Collection Philosophie & Théologie, Éditions du Cerf.
- Directeur de la Collection de métaphysique Chaire Étienne Gilson, P. U.F.
- Président de l'Académie catholique de France[2]
- Président de la Conférence Mondiale des Institutions Universitaires Catholiques de Philosophie.
- Président de la Conférence Française des Doyens des Facultés Catholiques de Philosophie

## Ouvrages
- L’enseignement des religions à l’école laïque (avec René-Samuel Sirat, Dalil Boubakeur, Philippe Joutard), Ed. Salvator, 2003.
- Jean Nabert et la question du divin (éd), Paris, Cerf, 2003, 110 p.
- Phénoménologie et christianisme chez Michel Henry. (éd.) Paris, Cerf, 2004, 200p.
- Raison philosophique et christianisme (en collaboration avec Jean Greisch), Paris, Cerf, 2004, 250 p.
- Le souci du passage (codirection), Cerf, 2004
- Expérience philosophique et expérience mystique, Cerf, 2004
- Dieu existe-t-il encore ? (avec André Comte-Sponville), coll. Lexio. Philosophie, 109 p., éditions du Cerf, 2005  (ISBN 978-2-20407-975-4) / réédition : éditions du Cerf, 2022 •  (ISBN 978-2-20414-743-9)
- La relation philosophie-théologie à l'épreuve., Cerf, 200 p.
- Les origines de la phénoménologie, ed Cours polycopiés André Robert, Institut Catholique de Paris
- La phénoménologie française, éd. Cours polycopiés André Robert, Institut Catholique de Paris.
- Philosophie et théologie chrétienne, Cerf, 200 p.
- Le phénomène de Dieu. Phénoménologie et théologie de la kénose, ; 400 p.
- Philosophie et théologie. Anthologie. Tome 1 : Période antique et patristique, Cerf, 250 p., 2009[3]
- Philosophie et théologie. Anthologie. Tome 2 : Période médiévale, Cerf, 250 p., 2009
- Philosophie et théologie à l’époque contemporaine. Anthologie. Tome 4 : De Charles S. Peirce à Walter Benjamin. De Henri de Lubac à Eberhard Jüngel, 2012[4]
- Dieu, bien entendu, éditions Salvador, 2016[5]
- Judaïsme et christianisme dans la philosophie contemporaine, avec Danielle Cohen-Levinas, Cerf, 2021[6],[7]
- Le Catholicisme contemporain en péril[8], 210 pages, Artège Éditions, 2022 •  (ISBN 979-1-03361-202-5)